# Fingeren
Der Fingeren (norwegisch für Finger) ist ein 2240 m hoher Berg des Borg-Massivs im ostantarktischen Königin-Maud-Land. Er ragt unmittelbar nordwestlich des  Høgskavlpiggen auf.
Norwegische Kartografen, die ihn auch deskriptiv benannten, kartierten ihn anhand von Vermessungen und Luftaufnahmen der Norwegisch-Britisch-Schwedischen Antarktisexpedition (1949–1952).